# Anatolij Ėjramdžan
Anatolij Ėjramdžan (Baku, 3 gennaio 1937 – Miami, 23 settembre 2014) è stato un regista sovietico.

## Filmografia parziale

### Regista
- Moja morjačka (1990)
- Novyj Odeon (1992)